# Scherma ai Giochi della X Olimpiade - Spada a squadre maschile
La competizione della spada a squadre maschile  di scherma ai Giochi della X Olimpiade si è svolta nei giorni 5 al 7 agosto 1932 presso lo 160th Regiment State Armory a Los Angeles.

## Risultati

### Turno Eliminatorio
Si è svolto il 5 agosto. Le prime due classificate ai gironi di semifinale.

Francia, Danimarca, Italia, e Messico passano il turno per rinuncia delle squadre di Ungheria e  Cuba
Gruppo 2
Classifica
| Pos. | Nazione     | Vittorie | VI | SI | Incontri               | Incontri          | Incontri          | Incontri |
| Pos. | Nazione     | Vittorie | VI | SI | Stati Uniti (bandiera) | Belgio (bandiera) | Canada (bandiera) |          |
| ---- | ----------- | -------- | -- | -- | ---------------------- | ----------------- | ----------------- | -------- |
| 1    | Stati Uniti | 1        | 15 | 1  | X                      | ND                | 15-1              |          |
| 1    | Belgio      | 1        | 9  | 2  | ND                     | X                 | 9-2               |          |
| 3    | Canada      | 0        | 3  | 24 | 1-15                   | 2-9               | X                 |          |

Incontri
| Atleti (Vittorie individuali)                                                       | Nazione                | VT | VT | Nazione           | Atleti (Vittorie individuali)                                                   |
| ----------------------------------------------------------------------------------- | ---------------------- | -- | -- | ----------------- | ------------------------------------------------------------------------------- |
| Raoul Henkaert (3), André Poplimont (3) Max Janlet (2), Balthazar De Beuckelaer (1) | Belgio (bandiera)      | 9  | 2  | Canada (bandiera) | Ernest Dalton (0), Bertram Markus (0) Patrick Farrell (0), Henry Delcellier (2) |
| George Calnan (4), Gustave Heiss (4) Frank Righeimer (3), Tracy Jaeckel (4)         | Stati Uniti (bandiera) | 15 | 1  | Canada (bandiera) | Ernest Dalton (0), Bertram Markus (1) Patrick Farrell (0), Henry Delcellier (0) |

### Semifinali
Si sono svolte il 6 agosto. Le prime due classificate al girone di finale
Gruppo 1
Classifica
| Pos. | Nazione | Vittorie | VI   | SI   | Incontri          | Incontri          | Incontri           | Incontri |
| Pos. | Nazione | Vittorie | VI   | SI   | Italia (bandiera) | Belgio (bandiera) | Messico (bandiera) |          |
| ---- | ------- | -------- | ---- | ---- | ----------------- | ----------------- | ------------------ | -------- |
| 1    | Italia  | 1        | 13   | 3    | X                 | ND                | 13-3               |          |
| 1    | Belgio  | 1        | 10,5 | 5,5  | ND                | X                 | 10,5-5,5           |          |
| 3    | Messico | 0        | 8,5  | 23,5 | 3-13              | 5,5-10,5          | X                  |          |

Incontri
| Atleti (Vittorie individuali)                                                             | Nazione           | VT   | VT  | Nazione            | Atleti (Vittorie individuali)                                                                |
| ----------------------------------------------------------------------------------------- | ----------------- | ---- | --- | ------------------ | -------------------------------------------------------------------------------------------- |
| Saverio Ragno (4), Giancarlo Cornaggia-Medici (3) Franco Riccardi (2), Carlo Agostoni (4) | Italia (bandiera) | 13   | 3   | Messico (bandiera) | Gerónimo Delgadillo (1), Eduardo Prieto Souza (1) Eduardo Prieto (0), Francisco Valero (1)   |
| Raoul Henkaert (2), André Poplimont (3) Werner Mund (2,5), Balthazar De Beuckelaer (3)    | Belgio (bandiera) | 10,5 | 5,5 | Messico (bandiera) | Gerónimo Delgadillo (1,5), Eduardo Prieto Souza (1) Eduardo Prieto (2), Francisco Valero (1) |

Gruppo 2
Classifica
| Pos. | Nazione     | Vittorie | VI | SI | Incontri               | Incontri           | Incontri             | Incontri |
| Pos. | Nazione     | Vittorie | VI | SI | Stati Uniti (bandiera) | Francia (bandiera) | Danimarca (bandiera) |          |
| ---- | ----------- | -------- | -- | -- | ---------------------- | ------------------ | -------------------- | -------- |
| 1    | Stati Uniti | 1        | 8  | 8  | X                      | ND                 | 8-8                  |          |
| 1    | Francia     | 1        | 16 | 0  | ND                     | X                  | 16-0                 |          |
| 3    | Danimarca   | 0        | 8  | 24 | 8-8                    | 0-16               | X                    |          |

Incontri
| Atleti (Vittorie individuali)                                               | Nazione                | VT       | VT     | Nazione              | Atleti (Vittorie individuali)                                                 |
| --------------------------------------------------------------------------- | ---------------------- | -------- | ------ | -------------------- | ----------------------------------------------------------------------------- |
| George Calnan (1), Gustave Heiss (3) Frank Righeimer (2), Curtis Shears (2) | Stati Uniti (bandiera) | 8 + (33) | 8 (28) | Danimarca (bandiera) | Axel Bloch (0), Aage Leidersdorff (3) Erik Kofoed-Hansen (1), Ivan Osiier (4) |
|                                                                             | Francia (bandiera)     | 16       | 0      | Danimarca (bandiera) | Forfait                                                                       |

+ In caso di parità tra le vittorie totali, contava il maggior numero di stoccate fatte.

### Girone di finale
Si è svolto il 7 agosto.
Classifica
| Pos. | Nazione     | Vittorie | VI   | SI   | Incontri           | Incontri          | Incontri               | Incontri          |
| Pos. | Nazione     | Vittorie | VI   | SI   | Francia (bandiera) | Italia (bandiera) | Stati Uniti (bandiera) | Belgio (bandiera) |
| ---- | ----------- | -------- | ---- | ---- | ------------------ | ----------------- | ---------------------- | ----------------- |
| 1    | Francia     | 3        | 30,5 | 17,5 | X                  | 9-7               | 10,5-5,5               | 11-5              |
| 2    | Italia      | 2        | 27,5 | 20,5 | 7-9                | X                 | 9,5-6,5                | 11-5              |
| 3    | Stati Uniti | 1        | 20,5 | 22,5 | 5,5-10,5           | 6,5-9,5           | X                      | 8,5-2,5           |
| 4    | Belgio      | 0        | 12,5 | 30,5 | 5-11               | 5-11              | 2,5-8,5                | X                 |

Incontri
| Atleti (Vittorie individuali)                                                             | Nazione                | VT   | VT  | Nazione                | Atleti (Vittorie individuali)                                                             |
| ----------------------------------------------------------------------------------------- | ---------------------- | ---- | --- | ---------------------- | ----------------------------------------------------------------------------------------- |
| Fernand Jourdant (2,5), Bernard Schmetz (2) Georges Tainturier (3), Georges Buchard (3)   | Francia (bandiera)     | 10,5 | 5,5 | Stati Uniti (bandiera) | George Calnan (3), Gustave Heiss (0) Tracy Jaeckel (2,5), Miguel de Capriles (0)          |
| Carlo Agostoni (3), Franco Riccardi (2) Renzo Minoli (4), Saverio Ragno (2)               | Italia (bandiera)      | 11   | 5   | Belgio (bandiera)      | André Poplimont (2), Max Janlet (0) Balthazar De Beuckelaer (2), Werner Mund (1)          |
| Fernand Jourdant (2), Bernard Schmetz (3,5) Jean Piot (3), Georges Buchard (2,5)          | Francia (bandiera)     | 11   | 5   | Belgio (bandiera)      | Werner Mund (2), André Poplimont (1) Balthazar De Beuckelaer (0,5), Raoul Henkaert (1,5)  |
| Saverio Ragno (2,5), Franco Riccardi (2) Renzo Minoli (2), Giancarlo Cornaggia-Medici (3) | Italia (bandiera)      | 9,5  | 6,5 | Stati Uniti (bandiera) | George Calnan (0), Curtis Shears (2,5) Tracy Jaeckel (1), Frank Righeimer (2)             |
| George Calnan (3), Gustave Heiss (2) Tracy Jaeckel (0,5), Frank Righeimer (3)             | Stati Uniti (bandiera) | 8,5  | 2,5 | Belgio (bandiera)      | Werner Mund (0,5), André Poplimont (1) Max Janlet (1), Balthazar De Beuckelaer (0)        |
| Bernard Schmetz (2), Philippe Cattiau (0) Georges Buchard (4), Jean Piot (3)              | Francia (bandiera)     | 9    | 7   | Italia (bandiera)      | Carlo Agostoni (3), Franco Riccardi (1) Saverio Ragno (2), Giancarlo Cornaggia-Medici (1) |

## Classifica Finale
| Pos.    | Nazione     | Atleti                                                                                              |
| ------- | ----------- | --------------------------------------------------------------------------------------------------- |
| Oro     | Francia     | Georges Buchard, Philippe Cattiau, Fernand Jourdant, Jean Piot, Bernard Schmetz, Georges Tainturier |
| Argento | Italia      | Carlo Agostoni, Giancarlo Cornaggia-Medici, Renzo Minoli, Saverio Ragno, Franco Riccardi            |
| Bronzo  | Stati Uniti | George Calnan, Miguel de Capriles, Gustave Heiss, Tracy Jaeckel, Frank Righeimer, Curtis Shears     |
| 4       | Belgio      | Balthazar De Beuckelaer, Raoul Henkaert, Max Janlet, Werner Mund                                    |
| 5       | Messico     | Gerónimo Delgadillo, Eduardo Prieto Souza, Eduardo Prieto, Francisco Valero                         |
| 5       | Danimarca   | Axel Bloch, Erik Kofoed-Hansen, Aage Leidersdorff, Ivan Osiier                                      |
| 7       | Canada      | Ernest Dalton, Henry Delcellier, Patrick Farrell, Bertram Markus                                    |